# Azione di risparmio
Le azioni di risparmio sono delle particolari azioni che possono essere emesse solo da società quotate e si differenziano dalle azioni ordinarie principalmente per due caratteristiche: la prima è che il titolare di azioni risparmio non ha diritto di voto sia in assemblea ordinaria che straordinaria, la seconda è che ha diritto ad un dividendo maggiorato rispetto sia all'azionista ordinario che privilegiato.
Sono dunque azioni che si rivolgono ai risparmiatori classici, i cosiddetti "cassettisti", che comprano un'azione per averne un dividendo ogni anno, e non sono interessati ad intervenire nelle dinamiche di gestione aziendale.
A prima vista sembrerebbe che, dato il diritto a percepire dividendi maggiori rispetto alle azioni ordinarie, le azioni di risparmio siano scambiate sul mercato a prezzo maggiore di quelle ordinarie, spesso però ciò non accade perché l'azionista medio non gradisce il ridottissimo, se non addirittura nullo, potere che può essere esercitato sull'azienda e sul management grazie al possesso di questo tipo di azioni.
Le azioni di risparmio, come ogni altro tipo di azione priva del diritto di voto in assemblea, possono essere distribuite dall'emittente azionario in misura non superiore al 50% del capitale sociale. Possono essere emesse al portatore. Alcune di esse possono essere convertibili (risp.) mentre altre non convertibili (r.n.c.). In caso di liquidazione della società queste ultime hanno il diritto di rimborso a valore nominale (caso Ferfin risp. rimborsate a 1000 Lit).

## Modifica assetto societario
Con l'emissione di azioni di risparmio da parte della società, la stessa si trova obbligata a modificare il proprio assetto organizzativo interno; infatti, vengono istituite due figure a tutela degli interessi comuni facenti capo a tali azionisti:
- Assemblea speciale: la quale deve approvare le delibere delle assemblee sociali, qualora esse pregiudichino i loro diritti.
- Rappresentante comune: è una figura istituzionale che provvede all'esecuzione delle delibere dell'assemblea speciale, ed ha il diritto di assistere alle assemblee sociali.

| Controllo di autorità | Thesaurus BNCF 14448 |